# 王遂 (唐)
王 遂（おう すい、生年不詳 - 819年）は、唐代の官僚。本貫は京兆府咸陽県。

## 経歴
宰相の王方慶の玄孫にあたる。官吏として有能で当時に知られた。営利事業を興すのを得意とし、部下を迅速に指揮し、刑法の適用は厳格苛酷であった。鄧州刺史に累進した。銭や穀物の運用に通暁していたことから、入朝して太府寺卿となった。判度支の潘孟陽と合わず、互いに言い争った。王遂が西北供軍使となり、営田の不便を言上すると、潘孟陽と非難しあい、おのおの憲宗との謁見を求めた。憲宗は怒って、両者ともに会おうとせず、王遂は柳州刺史として出された。淮西の呉元済の乱が起こると、唐の朝廷は江淮の賦税を集めるために、強力な手腕を持つ人物が必要とした。元和11年（816年）、王遂は宣州刺史・宣歙観察使として任用された。元和12年（817年）、呉元済の乱が鎮圧されると、王遂は召還されて光禄寺卿に任じられ、淄青行営諸軍糧料使をつとめた。検校左散騎常侍に転じ、御史大夫を兼ねた。
王遂は出征する兵のための糧食を1年あたり300万石を調達したため、憲宗に有能とみなされた。元和14年（819年）3月、王遂は沂州刺史・沂海兗密都団練観察等使となった。
王遂は性格が怒りっぽく、沂州の将兵を「反虜」といって罵ったことから、人々の怒りを買った。7月、王遂が宴会のため人を集めたところ、牙将の王弁が人々を扇動し、王遂は判官の張敦実や李矩甫らとともに殺害された。曹華が代わって沂州に赴任してくると、王弁らは捕殺された。

## 伝記資料
- 『旧唐書』巻162 列伝第112
- 『新唐書』巻116 列伝第41